# Escòlids

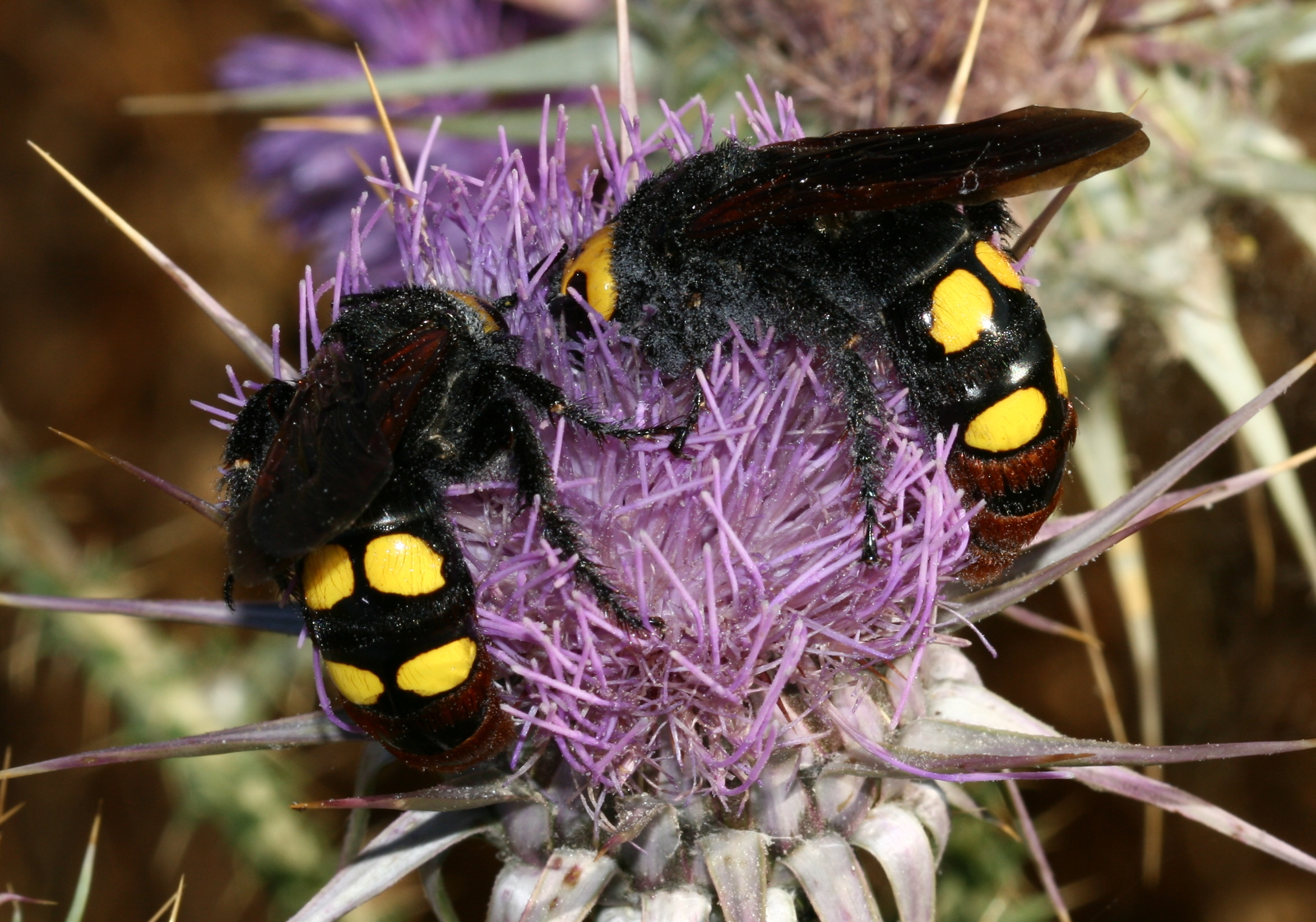
Megascolia maculata mostrant els seus típics punts grocs.

Els escòlids (Scoliidae) són una família d'himenòpters apòcrits de las superfamília dels vespoïdeus (Vespoidea), representada per 143 gèneres i 560 espècies de distribució cosmopolita. Tendeixen a ser de color negre, sovint marcat amb color groc o taronja i les seves ales són corrugades. Els mascles són més prims i allargats que les femelles.
Les larves dels escòlids són importants en el control biològic de les plagues, s'alimenten de larves d'escarabats, també actuen com pol·linitzadors secundaris de moltes flors silvestres.

## Taxonomia
La classificació dels escòlids és la següent:

### SubfamíliaProscoliinae
- Proscolia Rasnitsyn 1977[5]

### SubfamíliaScoliinae

#### TribuCampsomerini
- Aelocampsomeris  Bradley 1957
- Aureimeris Betrem, 1972
- Australelis Betrem, 1962
- Campsomeriella Betrem, 1941
- Campsomeris Lepeletier, 1838
- Cathimeris Betrem, 1972
- Charimeris  Betrem, 1971
- Colpa Dufour, 1841
- Colpacampsomeris Betrem, 1967
- Crioscolia Bradley, 1951
- Dasyscolia Bradley, 1951
- Dielis Saussure & Sichel, 1864
- Extrameris Betrem, 1972
- Guigliana Betrem, 1967
- Laevicampsomeris  Betrem, 1933
- Leomeris Betrem, 1972
- Lissocampsomeris Bradley, 1957
- Megacampsomeris Betrem, 1928
- Megameris Betrem, 1967
- Micromeriella Betrem, 1972
- Peltatimeris Betrem, 1972
- Phalerimeris Betrem, 1967
- Pseudotrielis Betrem, 1928
- Pygodasis  Bradley, 1957
- Radumeris Betrem, 1962
- Rhabdotimeris  Bradley, 1957
- Sericocampsomeris Betrem, 1941
- Sphenocampsomeris  Bradley, 1957
- Stygocampsomeris  Bradley, 1957
- Tenebromeris  Betrem, 1963
- Trisciloa Gribodo, 1893
- Tristimeris Betrem, 1967
- Tubatimeris Betrem, 1972
- Tureimeris  Betrem, 1972
- Xanthocampsomeris Bradley, 1957

#### TribuScoliini
- Austroscolia  Betrem, 1927
- Carinoscolia Betrem, 1927
- Diliacos Saussure & Sichel, 1864
- Laeviscolia Betrem, 1928
- Liacos Guérin-Méneville, 1838
- Megascolia Betrem, 1928
- Microscolia Betrem, 1928
- Mutilloscolia Bradley, 1959
- Pyrrhoscolia Bradley, 1957
- Scolia Fabricius 1775
- Triscolia de Saussure 1863

## Llista d'espècies d'Espanya
- Campsomeriella thoracica (Fabricius, 1787)[6]
- Colpa quinquecincta (Fabricius, 1781)[7]
- Colpa sexmaculata Fabricius, 1781[8]
- Dasyscolia ciliata Fabricius, 1787[7]
- Megascolia bidens (Linnaeus, 1767)[7]
- Megascolia maculata (Drury, 1773)[7]
- Micromeriella aureola (Klug, 1832)
- Micromeriella hyalina (Klug, 1832)
- Scolia carbonaria (Linneus, 1767)[7]
- Scolia erythrocephala Fabricius, 1798[7]
- Scolia hirta (Schrank, 1781)[7]
- Scolia hortorum Fabricius, 1787[7]
- Scolia sexmaculata (O.F. Müller, 1766)[7]
- Scolia varicolor Lucas 1849[7]

## Llista d'espècies d'Amèrica del Nord
S'han identificat 21 espècies establertes als Estats Units i al Canadà:
- Campsomeriella annulata (Fabricius 1793) - no establert
- Colpa octomaculata (Say 1823)
- Colpa pollenifera (Viereck 1906)
- Crioscolia alcione (Banks 1917)
- Crioscolia flammicoma (Bradley 1928)
- Dielis dorsata (Fabricius 1787)
- Dielis pilipes (Saussure 1858)
- Dielis plumipes (Drury 1770)
- Dielis tolteca (Saussure 1857)
- Dielis trifasciata (Fabricius 1793)
- Micromeriella marginella (Klug 1810) - no establert
- Pygodasis ephippium (Say 1837)
- Pygodasis quadrimaculata (Fabricus 1775)
- Scolia bicincta (Fabricius 1775)
- Scolia dubia (Say 1837)
- Scolia guttata (Burmeister 1853)
- Scolia mexicana (Saussure 1858)
- Scolia nobilitata (Fabricius 1805)
- Triscolia ardens (Smith 1855)
- Xanthocampsomeris completa (Rohwer 1927)
- Xanthocampsomeris fulvohirta (Cresson 1865)
- Xanthocampsomeris hesterae (Rohwer 1921)
- Xanthocampsomeris limos (Burmeister 1853)

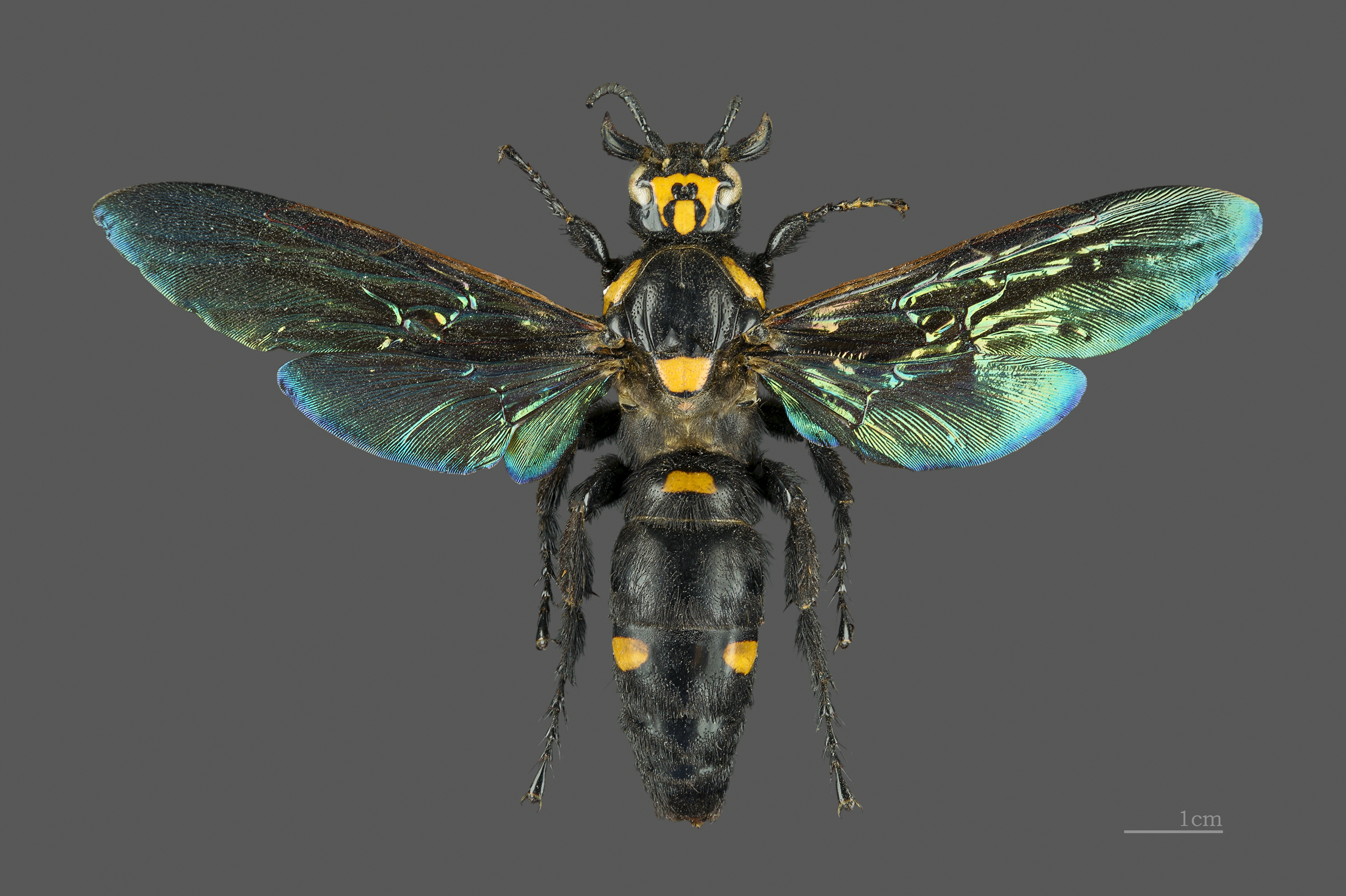
Megascolia procer de Java
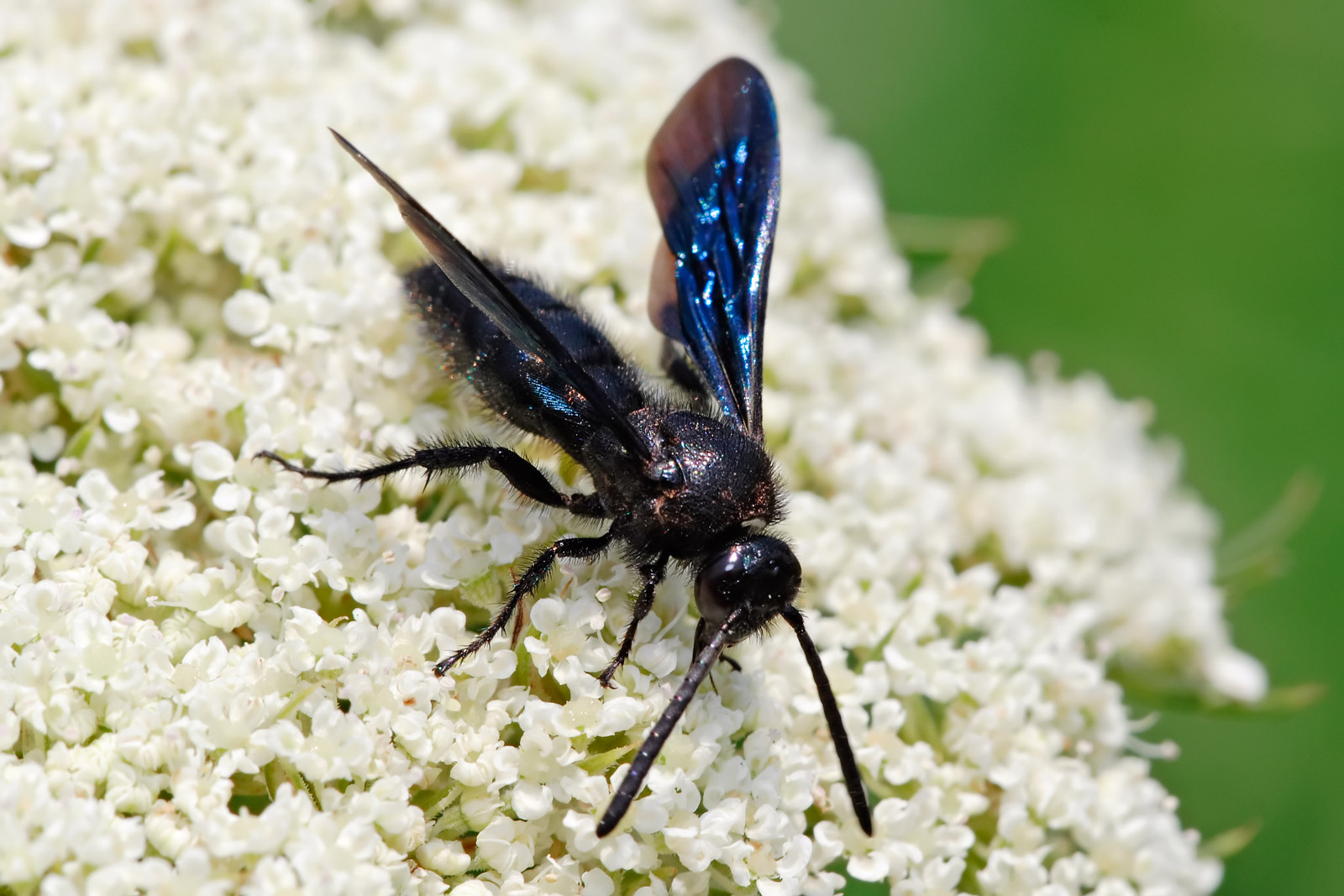
Austroscolia soror d'Austràlia
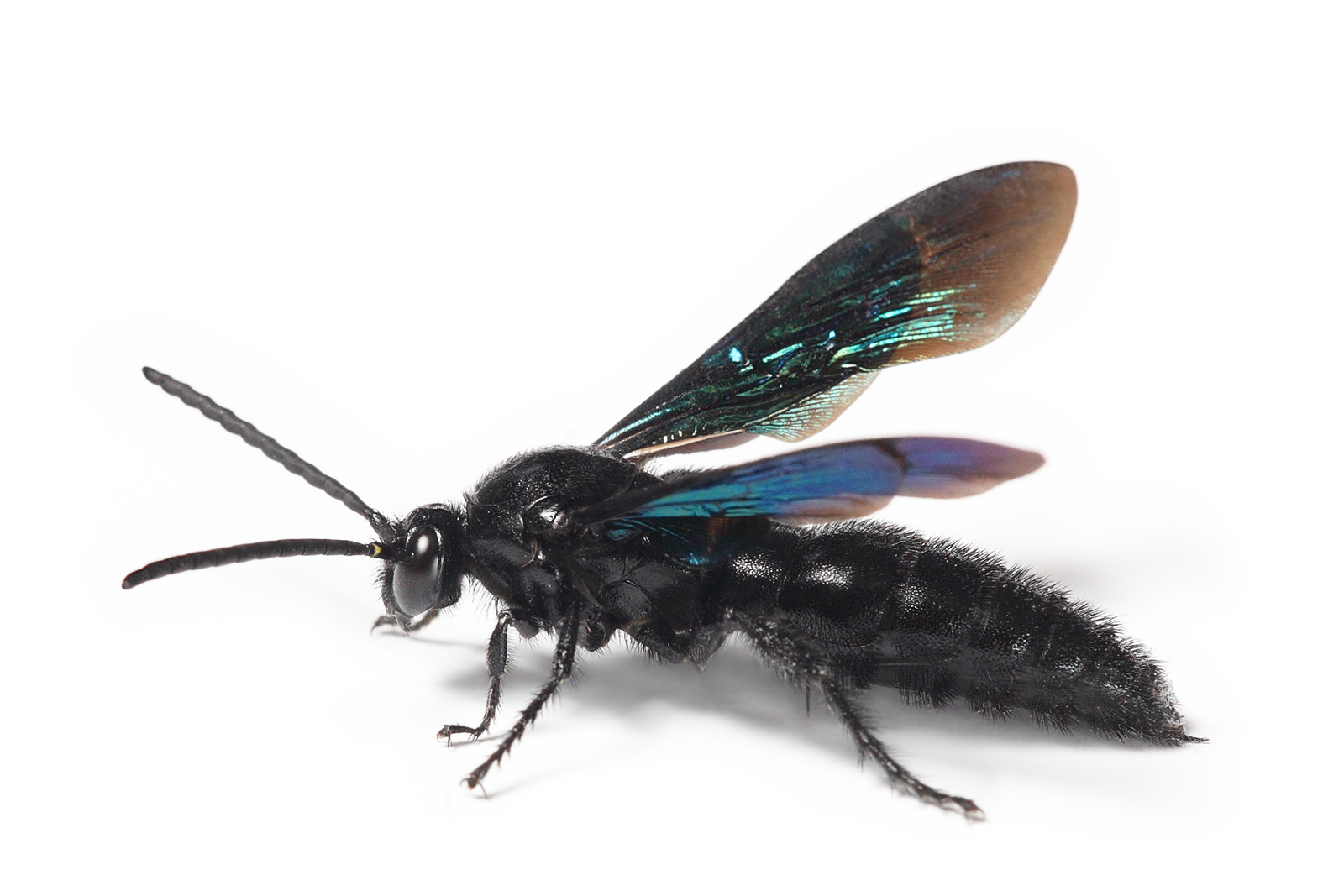
Austroscolia soror d'Austràlia